# (6552) Higginson
(6552) Higginson – planetoida z pasa głównego asteroid okrążająca Słońce w ciągu 4 lat i 131 dni w średniej odległości 2,67 j.a. Została odkryta 5 kwietnia 1989 roku w Obserwatorium Palomar przez Eleanor Helin. Nazwa planetoidy pochodzi od tragicznie zmarłego w wypadku drogowym George'a Higginsona (1999-2009), początkującego adepta astronomii. Nazwa została zasugerowana przez M. A. Thompsona. Przed jej nadaniem planetoida nosiła oznaczenie tymczasowe (6552) 1989 GH.